# Kanada i olympiska vinterspelen 1998
Kanada deltog i olympiska vinterspelen 1998 i Nagano. Kanadas trupp bestod av 144 idrottare, 81 män och 63 kvinnor. Totalt vann de 15 medaljer varav sex guld, fem silvermedaljer och tre bronsmedaljer. Freestyleidrottaren Jean-Luc Brassard var fanbärare under invigningsceremonien.

## Medaljer

### Guld
- Bob
  - Tvåmanna bob: Pierre Lueders & David McEachern
- Curling
  - Damernas turnering: Jan Betker, Atina Ford, Marcia Gudereit, Joan McCusker, Sandra Schmirler
- Hastighetsåkning på skridskor
  - Damernas 500 meter: Catriona Le May Doan
- Snowboard
  - Herrarnas parallella storslalom: Ross Rebagliati
- Short track
- Herrarnas 5 000 m stafett: Eric Bedard, Derrick Campbell, François Drolet, Marc Gagnon
- Damernas 500 meter: Annie Perreault

### Silver
- Curling
  - Herrarnas turnering: Mike Harris, Richard Hart, George Karrys, Colin Mitchell, Paul Savage
- Hastighetsåkning på skridskor
  - Damernas 500 meter: Susan Auch
  - Herrarnas 500 meter: Jeremy Wotherspoon
- Konståkning
  - Herrarnas singel: Elvis Stojko
- Ishockey
  - Damernas turnering: Stacey Wilson, Jennifer Botterill, Thérèse Brisson, Cassie Campbell, Judy Diduck, Nancy Drolet, Lori Dupuis, Danielle Goyette, Geraldine Heaney, Jayna Hefford, Becky Kellar, Kathy McCormack, Karen Nystrom, Lesley Reddon, Manon Rhéaume, Laura Schuler, Fiona Smith, France St-Louis, Vicky Sunohara, Hayley Wickenheiser

### Brons
- Hastighetsåkning på skridskor
  - Damernas 1 000 meter: Catriona LeMay Doan
  - Herrarnas 500 meter: Kevin Overland
- Short track
  - Damernas 3 000 meter stafett: Christine Boudrais, Isabelle Charest, Annie Perreault, Tania Vicent
  - Herrarnas 500 meter: Eric Bedard